# Hyptiotes cavatus
Hyptiotes cavatus är en spindelart som först beskrevs av Nicholas Marcellus Hentz 1847.  Hyptiotes cavatus ingår i släktet Hyptiotes och familjen krusnätsspindlar. Inga underarter finns listade i Catalogue of Life.